# Dischka Győző (gépészmérnök)
Dischka Győző (Pécs, 1889. január 25. – Budapest, 1986. július 12.) gépészmérnök, a műszaki tudományok doktora (1976), Kossuth-díjas (1955), a  textilipari kutatás és anyagvizsgálat elismert szakembere.

## Életpályája
1911-ben szerzett gépészmérnöki diplomát a budapesti József Nádor Műegyetemen. Kezdetben az Ipari Kísérleti és Anyagvizsgálati Intézet osztályvezetője volt, 1921 és 1948 között pedig a csepeli Magyar Posztógyárban töltött be vezető állásokat. 1948–1949-ben a Posztóipari Központ főmérnöke volt. 1950-ben került a Textilipari Kutatóintézetbe, ahol osztályvezetőként dolgozott 1964-ig. 1964 és 1968 között az intézet tudományos tanácsadója. Alapító tagja volt a Textilipari Műszaki és Tudományos Egyesületnek.

## Munkássága
A textilipari kutatás és anyagvizsgálat bel- és külföldön egyaránt elismert szakembere volt, akinek munkássága nagy hatással volt textiliparunk fejlődésére. A magyar textiltudomány alapjainak lerakása és továbbfejlesztése terén elért jelentős munkássága, a textilipari objektív mérési módszerek kifejlesztése terén végzett munkája elismeréseként tüntették ki 1955-ben a Kossuth-díjjal.
A budapesti József Nádor Műegyetemen tanult, ahol 1911-ben kitűnő minősítéssel fejezte be gépészmérnöki tanulmányait, majd az éppen akkor szervezett Ipari Kísérleti és Anyagvizsgáló Intézetnél a textil- és papíripari vizsgáló laboratórium vezetését bízták rá. Intézeti munkája mellett Rejtő Sándor professzor tanársegédeként is dolgozott a Műegyetemen.
Az első világháború kitöréséig, 1914-ig dolgozott ennél az intézetnél. Ekkor a honvéd központi ruhatár parancsnokságára helyezték polgári szakértőnek. A háború befejezése után a MÁV, a posta, a rendőrség stb. egyenruhát viselő alkalmazottai és a köztisztviselők ruhával való ellátása volt munkahelyének a feladata. Ennek során olyan vizsgálatokat tervezett, amelyekből az általános textiltudományos anyagvizsgálatok szempontjából is hasznos következtetéseket lehetett levonni. Erről a témáról készített „A higroszkópikus nedvességtartalom befolyása a pamut- és gyapjúszövetek fontosabb fizikai tulajdonságaira” c. doktori értekezését 1919 januárjában védte meg.
1921-ben a Csepelen épp létesítés alatt álló Magyar Posztógyárba hívták, utóbb ennek a gyárnak vezérigazgatója lett. A Textilgyárosok Országos Egyesületének Gyapjú Szakosztálya, később maga az akkor nagy tekintélyű szervezet is őt választotta elnökének. Ebben a minőségében fontos szerepe volt egyebek között a budapesti Markó utcában létrehozott textilipari szakiskola – a későbbi Bolyai János Textiltechnikum – megalapításában is. Az ő vezetésével jött létre a nyugat-európai gyapjúipari szakemberek által alapított Nemzetközi Gyapjúszövetség magyar tagegyesülete. 1934-ben megválasztották a Rejtő Sándor kezdeményezésére alapított Magyar Textiltechnológusok Egyesülete elnökének. Javaslatára és az ő kutatási eredményeire alapozva készítették el a textilipari anyagvizsgálatban alkalmazott első magyar szabványokat is.
A második világháború befejeztével Dischka Győző vezette az óriási pusztításokat elszenvedett Magyar Posztógyár újraindítását. A gyár államosítását követően is őt bízták meg a vállalat vezetésével, majd rövidesen az államosított textilvállalatok termelésének irányítására és ellenőrzésére alapított Textilipari Központhoz helyezték át. Ezt követően az 1950-ben alapított Textilipari Kutató Intézet mechanikai osztályának vezetését bízták rá és ezt a munkát végezte 1964-ig, nyugdíjba vonulásáig.
Dischka Győző nemzetközileg elismert tudós volt. Számtalan szakmai előadást tartott kül- és belföldön egyaránt, rengeteg szakcikket írt és a textilipari vizsgálatok különböző témaköreiben több szabadalma is volt.
Széles körű szakmai tapasztalatait nemcsak hivatásos kutatóként hasznosította, hanem a Textilipari Műszaki és Tudományos Egyesület keretében is, amelynek egyik alapító tagja és a gyapjú szakosztály első elnöke volt. Az 1961-ben megalakult anyagvizsgáló és minőségellenőrző szakosztály is őt választotta meg elnökéül. 1966-ban egyik kezdeményezője volt a nyugdíjas csoport megalakításának, amelynek 1979-ig volt elnöke. Munkáját a Kossuth-díjon kívül is nagyon sok magas kitüntetéssel értékelték.

## Főbb művei
- A hatósági posztószállítások racionalizálása (Bp., 1928);
- A textilnyersanyagok mechanikai technológiai vizsgálatainak és minősítésének módszere (Bp., 1951);
- A gyapjúfonóipar minősítő vizsgálatainak újabb módszerei (Bp., 1952);
- A gyapjú elemiszál és fonál fárasztási vizsgálata (Bp., 1954);
- Elektromos és egyéb korszerű egyenlőtlenségmérő műszerek a textiliparban (Bp., 1955);
- Hatvan év a magyar textilipar szolgálatában (Bp., 1983). –